# Li sohaiz desvez
Li sohaiz desvez è un fabliau di Jean Bodel. È il quinto ad essere elencato dall'autore, nel prologo di Des deus chevaus; quindi, secondo la cronologia stabilita da Charles Foulon , sarebbe stato composto fra il 1190 e il 1194. Ci è stato trasmesso solo dal codice 354 di Berna.
Il titolo, in passato, è stato tradotto come "il folle sogno", poiché nel fabliaux Des deus chevaus l'autore afferma di essere colui che «trova le songe (sogno) de vis», dove il sostantivo songe in luogo di sohait spiega perché si è tradotto il fabliaux in questo modo. Tuttavia, è stata avanzata un'altra proposta del titolo, Li sohaiz des vez: in questo caso, la traduzione sarebbe "la voglia dei cazzi", in piena fedeltà al contenuto. Quest'ultima ipotesi è stata avanzata da Luciano Rossi, che vede nel titolo un gioco di parole osceno e preferisce la grafia "Le sohait des vez" (mentre desvez, tutto attaccato, significa folle).

## Trama
I protagonisti sono un borghese di Douai e sua moglie; dei due non sappiamo i nomi, come accade spesso per i personaggi dei fabliaux.
Il mercante torna a casa dopo un viaggio di lavoro durato tre mesi; ad accoglierlo trova la moglie, che lo ha aspettato fedelmente. Questa, per festeggiare il ritorno del marito, ha preparato un lauto pasto: pesce, carne e vino in abbondanza. Purtroppo, l'uomo mangia e beve troppo: al momento di coricarsi, crolla addormentato, lasciando la moglie, che si aspettava ben altre attenzioni, del tutto insoddisfatta.

La donna però decide di non svegliare il marito, «qu'i la tenist sanpres a glote» , perché non la ritenga un'insaziabile.

Tuttavia, appena addormentata la donna sogna di trovarsi in una fiera molto particolare: davanti a lei vede centinaia di banchi, e tutti vendono falli. Dopo un giro e un'ispezione accurata, sceglie di comprarne uno, particolarmente grosso e particolarmente costoso: tratta perciò sul prezzo col venditore, e, ottenuto un notevole sconto, si appresta a concludere la trattativa battendogli la mano.

Purtroppo batte la mano anche nella realtà, colpendo il marito. Questi, ormai sveglio, si fa raccontare il sogno, e approfitta dell'occasione per far valutare alla moglie la propria mercanzia. Nonostante il giudizio non sia del tutto positivo, la nottata termina nel migliore dei modi; tanto che il borghese racconterà l'avvenuto nei giorni seguenti, permettendo così che Bodel ne venga a conoscenza.

## Particolarità
Questo è l'unico fabliau in cui Jean Bodel si presenta. Ai versi 209-210, afferma:
Tant que lo sot JOHANS BODIAUS,
uns rimoieres de flabiaus.
È anche l'unico fabliau di Bodel che vede come protagonista un borghese; negli altri casi, al centro della scena c'è quasi sempre un villano e le sue disavventure.

## Edizioni italiane
- Il folle sogno, in Fabliaux. Racconti francesi medievali, collana I millenni, a cura di Rosanna Brusegan, Torino, Einaudi, 1980,  pp. 82-93 e 411-412 (note), ISBN 88-06-51086-X.
- La voglia dei cazzi e altri fabliaux medievali, tradotti e presentati da Alessandro Barbero, Vercelli, Effedì, 2020,  pp. 19-23, ISBN 978-88-85950-62-7.